# Ainu zászló
Az ainu zászlót Szunazava Bikki, egy ainu származású japán szobrász tervezte.
Barátja ismételt kérésére Szunazava Bikki végül 1973-ban megtervezte a zászlót - bár elhatárolódott a politikai aktivizmustól. Ennek ellenére egy ainu csoport kitűzte a zászlót, amikor ugyanabban az évben felvonultak a szapporói május elsejei ünnepségen. Ritka alkalmakkor még mindig látható az ainu rendezvényeken.
2020-ban Bikki fia, Szunazava Dzsin igényt tartott a szerzői jogokra, és kérte a zászló használaton kívül helyezését.

Az ainu zászló.

## Leírás
A zászló alapszine égszínkék, az eget és a tengert, a fehér alak a havat jelképezi, a nyílvesszőHokkaido égboltja alatt repül át. A nyílvessző a surku, a vadászatban használt akonit-méreg miatt piros, a hagyományos ainu életmódot a japánok betiltották. A Bikki mon'yō néven ismert fehér figura nem ainu jelkép, hanem Bikki személyes találmánya.

## Fordítás
Ez a szócikk részben vagy egészben  az   ainu flag című angol Wikipédia-szócikk ezen változatának fordításán alapul.  Az eredeti cikk szerkesztőit annak laptörténete sorolja fel. Ez a jelzés csupán a megfogalmazás eredetét és a szerzői jogokat jelzi, nem szolgál a cikkben szereplő információk forrásmegjelöléseként.